# Екабпилс
Е́кабпилс (латыш. Jēkabpilsо файле, латг. Jākubmīsts, до 1917 года — Я́кобштадт) — город государственного значения («государственный город») в Латвии. Расположен на обоих берегах реки Даугавы, примерно в 135 км от Риги. До 1962 года — два самостоятельных города, разделённых рекой: собственно Екабпилс (историческое название — Якобштадт) и Крустпилс (ранее Крейцбург).
С 2010 года — город республиканского значения и центр Екабпилсского края. С 9 декабря 2021 года — в составе Екабпилсского края как самостоятельная территориальная единица.

## Название
После того, как в 1670 году курляндский герцог Якоб предоставил селению городские права, по его имени оно стало называться Якобштадтом, то есть «городом Якоба». Современное название города — Екабпилс — по сути калька немецкого названия «Якобштадт»: Екабс — это по-латышски Якоб (Яков), а «пилс» — значит «замок» или «город».

## История

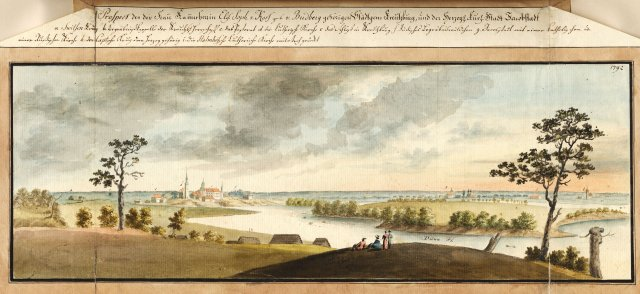
Якобштадт и Крейцбург на разных берегах Даугавы. XVIII век

На месте современного Екабпилса существовало два различных города со своей историей — Якобштадт и Крейцбург.

### Замок Крейцбург и владения барона Корфа
На правом берегу Даугавы находилось поселение латгалов, на месте которого в 1237 году рижский епископ Николай Науэн возвёл каменный «Крестовый замок» (Крейцбург, нем. Kreutzburg). В 1511 году Крейцбург упоминается в ленной книге старшего епископа как посад.

### Русская слобода
Русское поселение вокруг Салаской корчмы существовало уже в середине XVI века. Оно находилось напротив Крейцбурга и было известно как Гельмгольфская слобода. Её населяли торговцы и корабельщики, обслуживавшие водный путь из России в Европу через Ригу. В этом месте на реке начинался 50-километровый участок с порогами, через который невозможно было провести суда даже по большой воде, поэтому у пристани в слободе товары выгружались на подводы и отправлялись до Фридрихштадта, где снова размещались на суда и сплавлялись вниз по течению. В начале раскола в Русской православной церкви в Слободу хлынули люди, не принявшие реформу патриарха Никона. Приём старообрядцев их единокровниками не противоречил законам Польши, вассалом которой являлась Курляндия. Тем более, что в середине XVII века нынешние восточные территории Латвии (Латгалия, входившая с 1581 года в состав Речи Посполитой), и вассальное ей же Курляндское герцогство, обезлюдели в результате польско-шведских войн и эпидемии чумы, в 1657—1661 годах свирепствовавшей в Курляндии. Это побудило польского короля Яна Собеского в интересах землевладельцев, заинтересованных в притоке работников, издать указ «О свободном жительстве раскольников в польских пределах…».

### Русский город
В феврале 1670 года русские жители Слободы при посещении этого порта Курляндского герцогства его владетелем Якобом фон Кетлером, просили о даровании населённому пункту статуса города. В изданной Фундушной грамоте герцога указывалось, что полноправными жителями нового города, названного Якобштадтом в честь давшего ему городские права герцога, могут быть только русские: «…so geben und gönnen Wir der guten gemeine die von Reussischen Nation eincig und alleine». Из их среды должны были избираться должностные лица, горожанам разрешалось исповедовать свою религию, строить храмы и школы («daher sie auch ihre Priester und Schuhldiener mit Auferbunning einer Kirche un Schulen ihrer Religion auf ihre Unkosten zu bestellen…»). Якобштадту давалось самоуправление на основе Магдебургского права и приписаны большие земельные угодья: вдоль реки Двины шириной около 3 км, а длиной к югу от реки — около 10 км. Эти границы города сохранялись до конца 1940-х годов.

### Развитие города
В Российской империи расположенные на разных берегах реки Западная Двина Якобштадт и Крейцбург входили в состав Курляндской и Витебской губерний соответственно. Существует предположение, что именно в Якобштадте в 1683 году родилась Марта Скавронская — впоследствии первая русская императрица Екатерина I. Вокруг города развернулись события Первой мировой войны.
В 1962 году, после постройки моста через Даугаву, Екабпилс (бывший Якобштадт) и Крустпилс (бывший Крейцбург) были объединены в один город.

## Население
На 2022 год, по данным Центрального статистического управления Латвии, численность населения города составляла 21 418 человек. При этом доля населения старше 65 лет в структуре населения города — 20,62 % (4416 чел.), а доля жителей младше 14 лет — 16,35 % (3501 чел.).
По данным Центрального статистического управления Латвии, на 1 января 2015 года численность населения города составляла 23 019 жителей или 24 553 человека по данным Регистра жителей (Управление по делам гражданства и миграции МВД).
Население (на начало года, человек): 1990 год — 30 726; 1995 год — 28 693; 2000 год — 27 911; 2005 год — 26 703; 2010 год — 25 233.

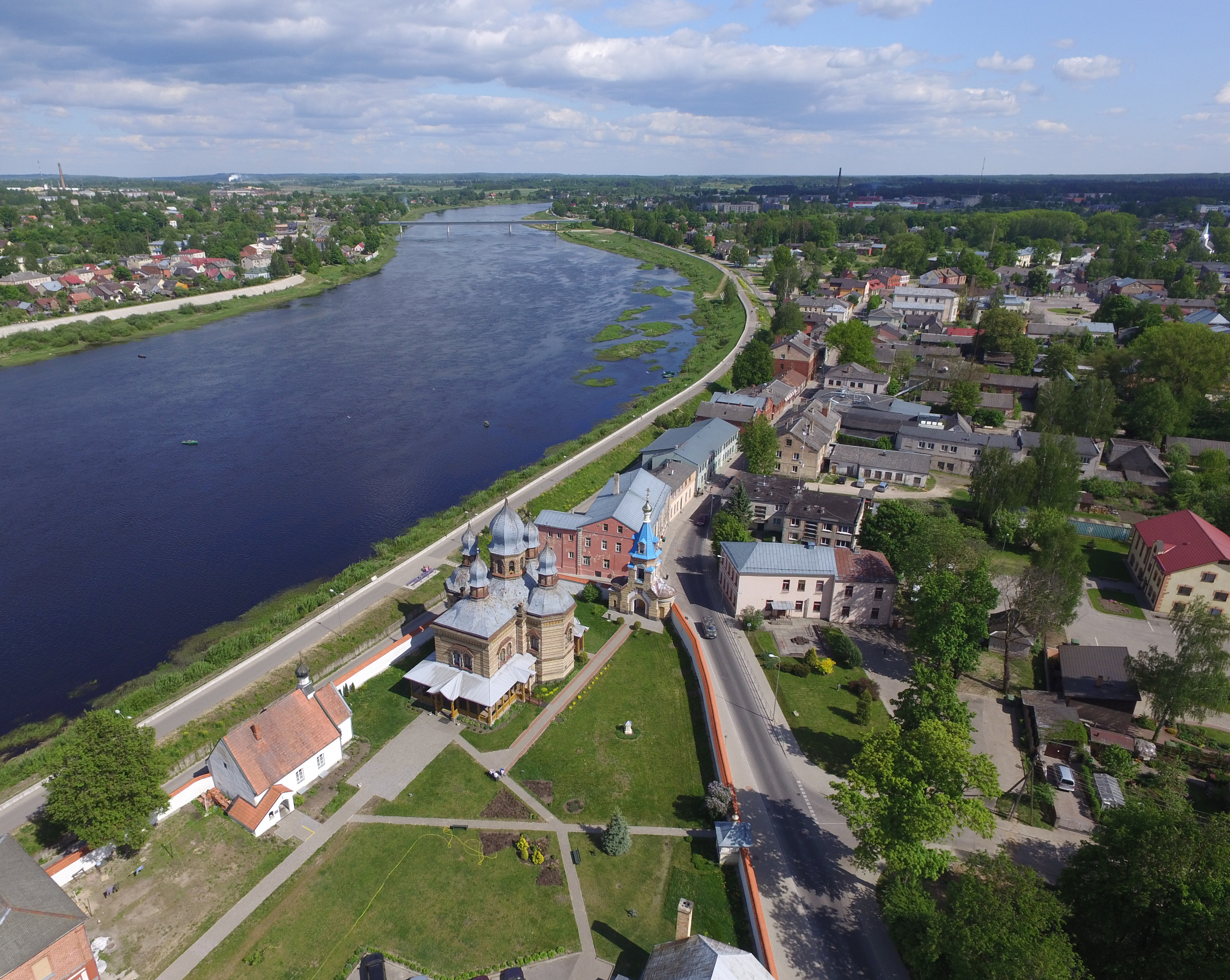
Вид на Свято-Духов монастырь и Даугаву с воздуха

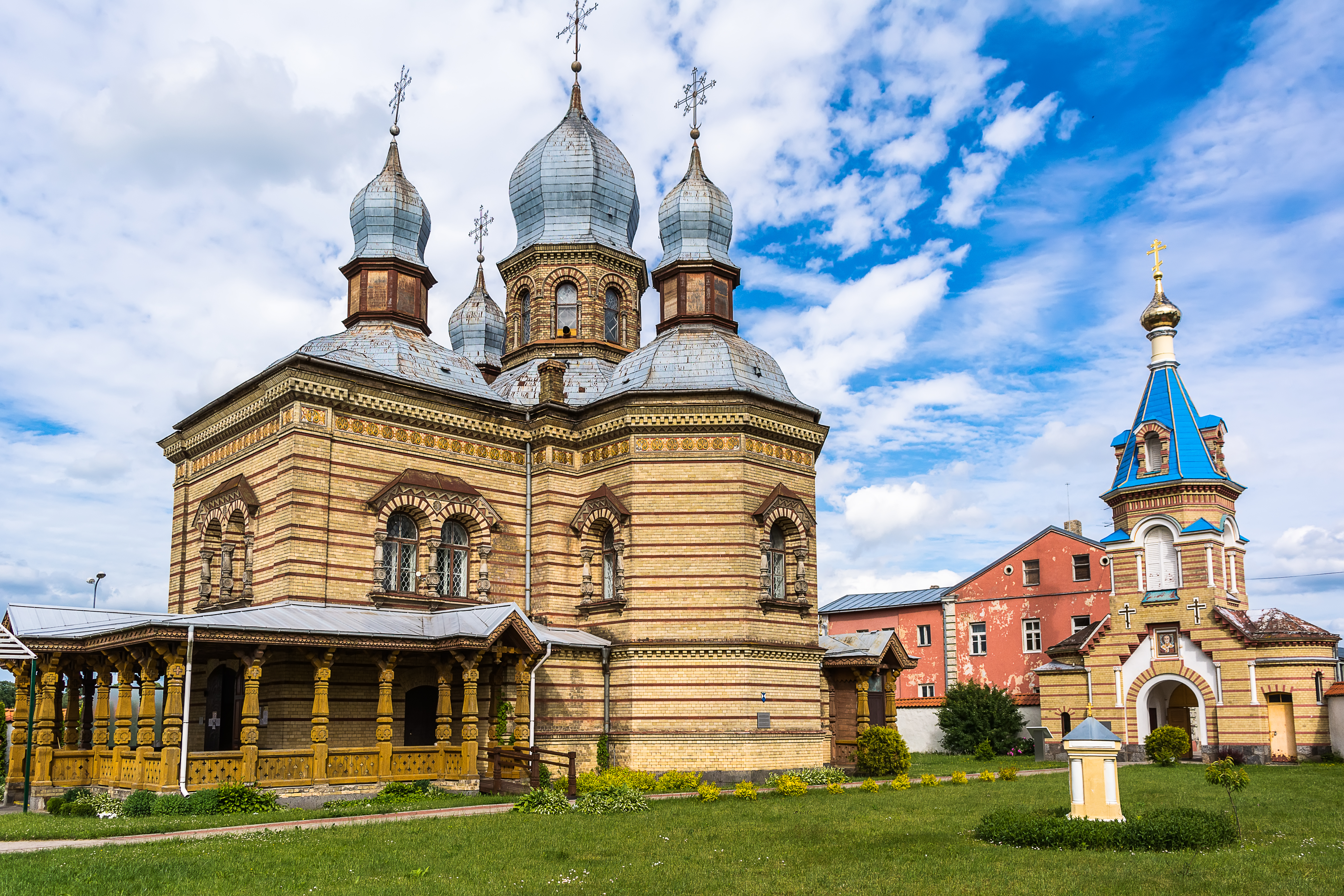
Свято-Духов монастырь, где в XVII—XX веках хранилась Якобштадтская икона Божией Матери

### Национальный состав
По данным переписи 1897 года, в Якобштадте из 5829 жителей было лютеран — 2087 чел., иудеев — 2087 чел., православных — 595 чел., старообрядцев — 617 чел. В свою очередь, в Крейцбурге проживало 4150 человек, в том числе лютеран — 682, иудеев — 3164.
Национальный состав города согласно переписям 1989, 2011 и 2021 годов, и по оценке на начало 2022 года:
| Национальность        | чел. (1989) | %        | чел. (2011) | %        | чел. (2021) | %        | чел. (2022) | %        |
| --------------------- | ----------- | -------- | ----------- | -------- | ----------- | -------- | ----------- | -------- |
| всего                 | 30865       | 100,00 % | 24635       | 100,00 % | 21629       | 100,00 % | 21418       | 100,00 % |
| латыши                | 14941       | 48,41 %  | 15243       | 61,88 %  | 13628       | 63,00 %  | 13608       | 63,54 %  |
| в том числе латгальцы |             |          | 1671        | 6,78 %   |             |          |             |          |
| русские               | 11727       | 37,99 %  | 6797        | 27,59 %  | 5401        | 24,97 %  | 5241        | 24,47 %  |
| белорусы              | 1342        | 4,35 %   | 737         | 2,99 %   | 644         | 2,97 %   | 634         | 2,96 %   |
| поляки                | 827         | 2,68 %   | 694         | 2,82 %   | 572         | 2,64 %   | 552         | 2,58 %   |
| украинцы              | 982         | 3,18 %   | 406         | 1,65 %   | 346         | 1,59 %   | 339         | 1,58 %   |
| цыгане                | 152         | 0,49 %   | 224         | 0,91 %   |             |          |             |          |
| литовцы               | 269         | 0,87 %   | 209         | 0,85 %   | 179         | 0,82 %   | 179         | 0,84 %   |
| евреи                 | 213         | 0,69 %   | 52          | 0,21 %   |             |          |             |          |
| другие                | 412         | 1,33 %   | 273         | 1,11 %   | 859         | 3,97 %   | 865         | 4,04 %   |

### Староверы Екабпилса
Материальные свидетельства о коренном населении Екабпилса в XVII—XVIII веках были получены в 2011 году в ходе раскопок, которые провели археологи Витолдс Муйжниекс и Аустра Энгизере на месте первой рыночной площади и первого кладбища, в районе нынешней улицы Бривибас, возле Свято-Духова монастыря. Были найдены монеты, православные нательные кресты, фрагменты полихромной керамики, ранее в Латвии не встречавшейся. После подведения итогов исследования останки первопоселенцев Екабпилса торжественно перезахоронили в центре существующего старообрядческого кладбища, а в октябре 2012 года на народные пожертвования и при финансовой помощи самоуправления на этой могиле установлен памятный крест.
Поскольку гонения на староверов продолжались, в Якобштадт продолжали прибывать новые беженцы, которым вскоре не стало хватать земли, и они начали селиться за городом, в конце «шнуров» (наделов пахотной земли, отведённых горожанам), где находилось большое болото и брод через него. Таким образом возникла деревня Броды, жители которой до 1940-х годов относились к городу.
К концу XVIII века староверы уступили главные улицы города — Большую (Бривибас) и Почтовую торговцам, немецко-польскому патрициату и чиновникам, а сами переселились на третью большую улицу — Песочную (ныне А. Пормаля).

## Аэродром
Во время Первой мировой войны вблизи Крейцбурга был построен русский военный аэродром. В довоенной Латвии аэродром расширили, возвели два ангара для самолётов и жилые дома для лётчиков. Он функционировал как военный — с 1927 года здесь базировалась разведывательная эскадрилья. В 1935 году построены новый железобетонный ангар и двухэтажная казарма. Тогда же на аэродроме начало работать региональное отделение Латвийского аэроклуба, который организовывал авиационные кружки, соревнования авиамоделистов, а затем давал навыки пилотирования. Каждый год проводились масштабные авиационные слёты с участием артистов Латвийской национальной оперы, в программе были одиночные и групповые полёты, воздушные бои, имитация бомбометания, прыжки с парашютом. В 1937 году военный министр Латвии Я. Балодис дал название новому построенному самолёту — «Крустпилсчанин» (Krustpilietis).
В годы советской власти возле Екабпилса находился военный аэродром, где дислоцировался 886-й отдельный разведывательный авиационный полк (в/ч 35422). На вооружении полка находились самолеты: Як-28Р, МиГ-21Р, в 1980-х годах — Су-17М4Р и Су-24МР. Эскадрилья из Екабпилса, на вооружении которой состояли самолеты Су-17М4Р, принимала участие в боевых действиях в Афганистане.
16 октября 1987 года при выполнении плановых полётов погиб полковник Аркадий Корнев (род. 16 сентября 1946 года). Его самолёт потерпел крушение примерно в 45 километрах от аэродрома у села Ляудона Мадонского района Латвии. На месте гибели лётчика установлен памятник — хвостовой киль самолёта Як-28 с именной табличкой.
Также здесь дислоцировались отдельный батальон связи и радиотехнического обеспечения (в/ч 26233) и отдельный батальон аэродромно-технического обеспечения (в/ч 78634). После вывода советских войск из независимой Латвии в середине 1990-х годов аэродром был заброшен.
Также в черте города находились государственные армейские склады (ГАС), снабжавшие всем необходимым другие воинские части Советской армии на территории Латвии.
Часть территории аэродрома в 2009 году занимал Екабпилсский асфальтобетонный завод. В настоящее время на бывшем аэродроме площадью 250 гектаров создаётся индустриальный парк.

## Транспорт
Екабпилс связан с Ригой, Даугавпилсом и другими городами Латвии регулярным автобусным и железнодорожным сообщением.
Через город проходят две главные государственные дороги — A6 «Рига — Даугавпилс — Краслава — белорусская граница» и A12 «Екабпилс — Резекне — Лудза — российская граница», являющиеся составными частями международной автодорожной сети E22.
Также через город идут две дороги регионального значения по левому берегу Даугавы: P76 «Aйзкраукле — Екабпилс» и P75 «Екабпилс — литовская граница».

## Достопримечательности
- Крейцбургский замок — поместье баронов Корфов[27].
- Дом культуры (архитектор Андрей Айварс, 1954—1959 годы)[28].
- Православный Свято-Духов монастырь.
- Фрагмент мощёного булыжником шоссе Якобштадт — Фридрихштадт между Муцениеки и Клаваны, протяжённостью 1,4 км и шириной 5 м (построено около 1820 года)[29].

## СМИ

#### Радио
В городе работают 16 радиостанций в диапазоне FM:
- Star FM 89,1 FM.
- Latvijas Radio 4 91,1 FM.
- EHR SUPER HITS 92,1 FM.
- SWH Gold 94,1 FM.
- Radio Skonto 94,7 FM.
- Latgales Radio 95,8 FM.
- Divu Krastu Radio 96,9 FM.
- EHR 98,4 FM.
- Radio Tev 98,9 FM.
- SWH 101,2 FM.
- Latvijas Radio 3 102,2 FM.
- Latvijas Kristigais Radio 102,8 FM.
- Latvijas Radio 2 104,7 FM.
- TOP Radio 106,3 FM.
- Radio 1 107,0 FM.
- Latvijas Radio 1 107,6 FM.

## Города-побратимы и партнёры
- Быдгощ (пол. Bydgoszcz), Польша
- Лида (бел. Ліда), Белоруссия
- Маарду (эст. Maardu), Эстония
- Мелле (нем. Melle), Германия
- Миргород (укр. Миргород), Украина
- Скиве (дат. Skive), Дания
- Соколув-Подляски (пол. Sokołów Podlaski), Польша
- Червёнка-Лещины (сил. Czyrwjůnka-Leszczyny, пол. Czerwionka-Leszczyny), Силезия, Польша
- Мосс (норв. Moss), Норвегия